# Der Pate von Greenwich Village
Der Pate von Greenwich Village (Originaltitel: The Pope of Greenwich Village) ist ein US-amerikanisches Filmdrama von Stuart Rosenberg aus dem Jahr 1984 mit Eric Roberts und Mickey Rourke in den Hauptrollen. Das Drehbuch schrieb Vincent Patrick anhand des eigenen Romans.

## Handlung
Die italienischstämmigen Cousins Paulie Gibonni und Charlie Moran leben im Greenwich Village in Manhattan, New York City. Sie arbeiten beide in einem Restaurant, Paulie als Kellner, Charlie als Maître d’hôtel mit dem Traum eines Tages ein Hotel zu besitzen. Beide haben einen teuren Geschmack, aber wenig Geld. Paulie wird bei einem Scheckbetrug erwischt und beide werden entlassen. Arbeitslos und verschuldet muss Charlie nun einen anderen Weg finden, seinen Unterhalt zu zahlen, seine schwangere Freundin Diane zu unterstützen und ein Restaurant zu kaufen.
Paulie kommt mit einer scheinbar todsicheren Raubüberfall-Idee zu Charlie. Es geht um eine große Menge Bargeld im Safe eines örtlichen Geschäfts. Charlie stimmt widerwillig zu, und mit Hilfe ihres Komplizen Barney, einem Uhrmacher und Schlosser, gelingt es ihnen, den Safe zu knacken. Doch die Sache läuft schief, und der Polizist Walter „Bunky“ Ritter stirbt selbst verschuldet, nachdem er heimlich „Bed Bug“ Eddie Grant, den Mafiapaten des Stadtteils Greenwich Village gefilmt hatte. Charlie erfährt bald, dass das gestohlene Geld Eddie gehört.
Eddie kommt dahinter, dass Paulie in die Sache verwickelt ist, und nicht einmal sein Onkel Pete, ein Mitglied von Eddies Crew, kann ihm helfen. Zur Strafe schneiden Eddies Handlanger Paulie den linken Daumen ab. Diana verlässt Charlie und nimmt seinen Anteil aus dem Überfall mit, um ihr ungeborenes Kind zu unterstützen. Sie hinterlässt ihm eine Nachricht auf dem Anrufbeantworter und Charlie zerstört aus Wut die eigene Küche. Paulie wird währenddessen gezwungen, für Eddie als Keller zu arbeiten. Er nennt der Mafia Barneys Namen, weigert sich aber zunächst, Charlie als den dritten Beteiligten zu identifizieren. Unter Druck wird er jedoch gezwungen, seinen Cousin zu verpfeifen. Barney verlässt daraufhin die Stadt, und Charlie schickt ihm seinen Anteil der Beute. Als Charlie 20.000 Dollar bei einem Pferderennen gewinnt, geht es bergauf.
Später gelangt Charlie in den Besitz des belastenden Tonbandes, das Eddie für zwanzige Jahre hinter Gitter bringen könnte. Paulie vergiftet Eddie mit Lauge während eines Gespräches zwischen Charlie und Eddie. Im Anschluss setzen sich Charlie und Paulie nach Florida ab.

## Kritiken
Roger Ebert schrieb in der Chicago Sun-Times, der Film zeige vor allem das Verhalten der Charaktere; die Handlung sei ein Vorwand für „theatralische“ („showboat“) Darstellungen. In dieser Hinsicht sei der Film für die beteiligten Schauspieler „ein Traum“. Er wirke stellenweise als ob er eine tiefere Bedeutung haben könne, wie der Film Der Pate eine habe; er habe aber nicht wirklich eine Botschaft zu vermitteln. Die Darstellung von Eric Roberts sei „gekünstelt“ („mannered“).

## Auszeichnungen
Geraldine Page wurde im Jahr 1985 als Beste Nebendarstellerin für den Oscar nominiert.

## Hintergrund
Der Film wurde im Greenwich Village, in Hoboken (New Jersey) und in Oceanport im Monmouth County, (New Jersey) gedreht. Er spielte in den Kinos der USA ca. 6,8 Millionen US-Dollar ein.
Ursprünglich waren für die Hauptrollen Robert De Niro (für die Rolle des Charlie) und Al Pacino (für die Rolle des Paulie) vorgesehen.

## Synchronisation
| Rolle           | Schauspieler     | Synchronsprecher   |
| --------------- | ---------------- | ------------------ |
| Charlie Moran   | Mickey Rourke    | Joachim Tennstedt  |
| Paulie Gibonni  | Eric Roberts     | Ulrich Gressieker  |
| Diane           | Daryl Hannah     | Susanna Bonaséwicz |
| Barney          | Kenneth McMillan | Wolfgang Völz      |
| Pete            | Tony Musante     | Norbert Langer     |
| Detective Burns | M. Emmet Walsh   | Hermann Ebeling    |
| Eddie Grant     | Burt Young       | Joachim Nottke     |